# Pedro Pablo Ramírez
Pedro Pablo Ramírez (La Paz, Entre Ríos, 30 de enero de 1884-Buenos Aires, 11 de junio de 1962) fue un militar y dictador argentino que gobernó como presidente de la Nación Argentina entre 1943 y 1944 durante la Revolución del 43.

## Biografía
Hijo de Pedro Ramírez y Lucía Machuca, Ramírez era teniente en 1911 cuando se incorporó al ejército alemán hasta 1913. A su regreso a la Argentina, completó su carrera en la Escuela de Guerra. En 1917 se casó en Buenos Aires con María Inés Lobato (1892-1947), nacida en Azul, hija de Fermín Lobato y Ángela Luisa Mulle, y con quien tuvo cuatro hijos. En 1925 ascendió al grado de coronel en 1929 se lo designó vicedirector del Colegio Militar de la Nación.
Siendo jefe del Servicio de Informaciones del Estado Mayor del general José Félix Uriburu,  Uriburu lo enviaría a Italia como agregado militar ante la embajada argentina en Italia. A
El 30 de noviembre de 1936 asumió el comando de la 1.ª División de Caballería con asiento en Campo de Mayo, siendo el primer comandante de esta gran unidad. Entre 1938 y 1939 fue comandante de la 5.ª División de Ejército con asiento en Salta. Entre 1939 y 1941 fue director de la Escuela Superior de Guerra. En 1941 asumió como comandante del 1.º Ejército con asiento en Santa Fe, y en 1942 fue comandante de Caballería del Ejército.
En 1937 ascendió a general de brigada y en 1941 a general de división, grado con el que pasó a retiro en 1944.
El 17 de noviembre de 1942, el presidente Ramón Castillo lo designó ministro de Guerra en reemplazo del general Juan Nerón Tonazzi, un partidario de Agustín Pedro Justo, a quien Castillo temía por sus veleidades golpistas. Ramírez pertenecía al Grupo de Oficiales Unidos (GOU), de tendencia nacionalista y «neutralista» ante la Segunda Guerra Mundial, que se opuso a la candidatura del conservador Robustiano Patrón Costas a la presidencia, partidario de que Argentina entrara en el conflicto.

## Presidencia (1943-1944)

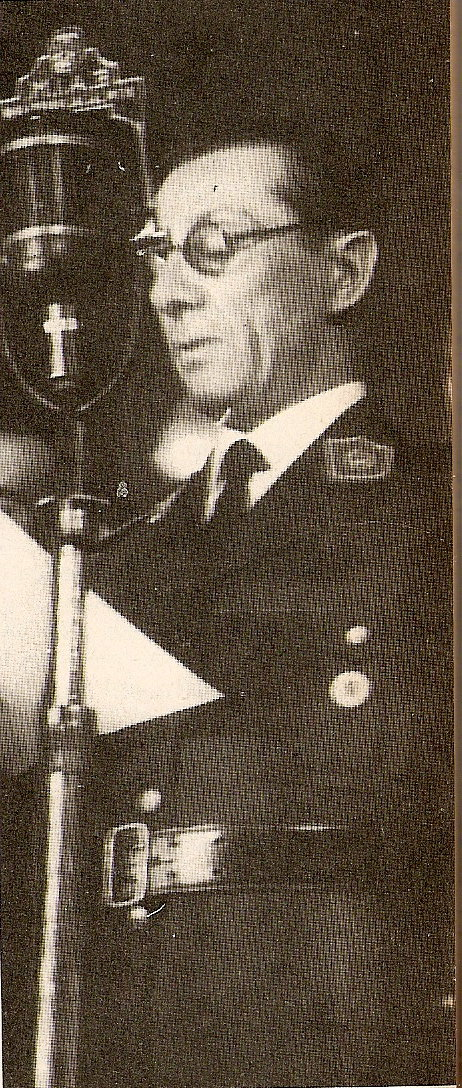
El Gen. Ramírez el 7 de junio de 1943.

En los últimos días de mayo de 1943, un grupo de dirigentes de la Unión Cívica Radical le propuso al general Pedro Pablo Ramírez encabezar una fórmula presidencial contra el candidato oficialista. Enterado el presidente Castillo, le exigió la renuncia el 3 de junio, hecho que desencadenó la llamada Revolución del 4 de junio de 1943, un golpe de Estado encabezado por el general Arturo Rawson y el propio general Ramírez y dirigido por el GOU, que depuso al presidente Castillo.
Originalmente asumió como presidente el general Rawson, pero debido a su empeño en designar en el gabinete a un grupo de ministros reconocidamente conservadores y derechistas, entre ellos, el general Domingo Martínez, José María Rosa (hijo) y Horacio Calderón, fue desplazado por los militares para llevar a presidencia como nuevo dictador al general Ramírez, quien asumió el 7 de junio.
Ramírez gobernó sólo siete meses. Designó como Ministro de Relaciones Exteriores al contralmirante Segundo Storni, un nacionalista moderado aliadófilo, partidario de que la Argentina declarara la guerra al Eje Roma-Berlín-Tokio. Sin embargo, pocos meses después, la publicación por parte de la embajada de Estados Unidos de una carta reservada de Storni pronunciándose a favor de la ruptura de relaciones con Alemania, generó un escándalo público que causó la renuncia de Storni y su reemplazo por Alberto Gilbert, hasta entonces a cargo del ministerio del Interior y partidario de mantener la neutralidad.
Las primeras medidas adoptadas por Ramírez tuvieron contenidos contradictorios, pero en general estuvieron dirigidas a reprimir a los sectores sociales y políticos: disolución del Congreso Nacional, clausura de la CGT N.º 2 donde se habían organizado los sindicatos comunistas  Estas medidas abrirían la confrontación con amplios sectores políticos y sociales, y en especial con el movimiento estudiantil.[cita requerida]
Simultáneamente con estas medidas, el gobierno de Ramírez ordenó la rebaja de alquileres, que tuvo un efecto positivo entre los trabajadores y los arrendatarios rurales, y la creación de una Comisión Investigadora del Escándalo de la CHADE, que tenía como misión investigar las circunstancias de la prórroga de la concesión a esa empresa de electricidad en 1936. La Comisión fue puesta bajo la dirección del coronel Matías Rodríguez Conde y estaba integrada también por el ingeniero Juan Sabato (hermano de Ernesto Sabato y futuro miembro del grupo íntimo de Raúl Alfonsín) y el abogado Juan P. Oliver.
La Comisión entrevistó a la mayor parte de los involucrados y obtuvo documentación crucial para develar los mecanismos internos de la corrupción, como el intercambio telegráfico interno de las empresas. Presentó el informe proponiendo dos decretos para retirar a la CHADE su personería jurídica, anulando las prórrogas y reduciendo las tarifas, ya siendo Farrell presidente. Sin embargo, el informe no fue publicado hasta 1956 y los proyectos no fueron siquiera tratados por decisión del vicepresidente Juan Domingo Perón. CHADE sería una de las pocas empresas no estatizadas durante el gobierno de Perón (1946-1955), puesto que ella había ayudado financieramente en la campaña de Perón para las elecciones.

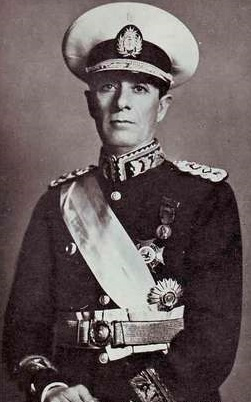
Pedro Pablo Ramírez con la banda presidencial

Pocos días después de asumir dejó de emplear el rótulo «provisional» en la descripción pública del gobierno, desengañando así a la mayoría de los partidos políticos que habían saludado el golpe como la antesala de un retorno al orden democrático interrumpido durante la Década Infame (1930-1943). Declaró públicamente que la tarea de su gobierno era «renovar el espíritu nacional y la conciencia patria» y «dar contenido ideológico argentino al país entero».

## El "Caso Hellmuth": el intento de acercamiento al Tercer Reich y el abandono de la neutralidad (1943)
En octubre de 1943, sectores nacionalistas de los mandos de las Fuerzas Armadas decidieron aprovisionarse de armamento para reforzar la defensa armamentística de la Argentina, ante los sucesos de la Segunda Guerra Mundial. El ataque a Pearl Harbor por parte de Japón y la entrada en guerra de los Estados Unidos, había producido la alineación en cadena de los restantes países latinoamericanos, quienes declararon la guerra al Eje, en solidaridad con la potencia del norte. El ingreso activo a la contienda del Brasil, en 1942, generó el temor de una acción armada del país vecino contra el territorio argentino a fin de obligarlo a abandonar su neutralidad. 
Ante este panorama, y ante la desconfianza internacional que provocaba el nuevo gobierno militar argentino, se decidió enviar a una misión secreta a Berlín a fin de contactar a las más altas Autoridades alemanas para concretar la compra de armamento.
En octubre de 1943, un agente secreto germano-argentino fue enviado a Alemania. El escándalo estalló en enero de 1944, cuando la prensa británica dio a conocer el incidente, generando una ola de repulsa entre la opinión pública argentina. Este determinó que el gobierno de facto argentino decidiera desmantelar la red de espionaje alemán existente en la Argentina, y adoptó como segunda medida, romper relaciones diplomáticas con Alemania y Japón a partir del 26 de enero de ese año. Resistiendo las presiones de los Estados Unidos y Gran Bretaña, el gobierno argentino no declaró formalmente la guerra, pero este acto implicó el abandono de la política de neutralidad vigente desde 1939.

### Política educativa y cultural
En el plano cultural, el gobierno de Ramírez encomendó la educación al sector nacionalista nombrando a Jordán Bruno Genta como interventor de la Universidad Nacional del Litoral, y a fin de año al católico nacionalista Gustavo Martínez Zuviría, como Ministro de Educación. El movimiento estudiantil dirigido por la Federación Universitaria Argentina se opuso frontalmente al gobierno.
Disolvió la Federación Universitaria y los partidos políticos, reintrodujo la enseñanza religiosa optativa en las escuelas y la censura entre ella a la estadounidense TIME (el 29 de noviembre de 1943), que había criticado duramente la neutralidad argentina en la Segunda Guerra. El 14 de octubre estableció la veda radiofónica del lunfardo, por considerarlo de origen criminal y moralmente repugnante. Debido a ello las letras de algunos tangos debieron modificarse para su transmisión pública. Bajo su auspicio se creó también la Policía Federal Argentina.
En agosto de 1943, el movimiento obrero intentó un nuevo acercamiento encabezados por los sindicato Unión Ferroviaria de la CGT N.º 1. Esas conversaciones prosperaron y poco a poco a ellas se fueron sumando otros dirigentes sindicales y a petición de Mercante, el coronel Juan Domingo Perón. Hasta ese momento los sindicatos habían desempeñado un papel menor en la vida política del país y estaban conducidos por cuatro corrientes: socialismo, sindicalismo revolucionario, comunismo y anarquismo. Los dos principales sindicatos eran la Unión Ferroviaria, liderada por José Domenech, y la Confederación de Empleados de Comercio, liderada por Ángel Borlenghi.

## Políticas de industrialización
El 10 de agosto de 1943, Ramírez decretó la constitución de la primera sociedad mixta industrial, prevista en la ley que estableció la Dirección General de Fabricaciones Militares bajo el Gobierno de Castillo. Industrias Químicas Nacionales se fundó para la explotación de las minas de azufre en la provincia de Salta. Se creó el Fondo de Crédito Industrial, que proporcionaba financiamiento barato a largo plazo para el sector industrial.

## Desplazamiento del poder (1944)
Fue durante la etapa final de su gobierno que comenzó a emerger la figura del entonces coronel Juan Domingo Perón, quien había establecido una alianza precaria con los sindicatos, principalmente los socialistas, para hacerse cargo del irrelevante Departamento de Trabajo, transformarlo en Secretaría de Trabajo y Previsión e impulsar desde allí un programa de reformas laborales de acuerdo a las reivindicaciones sindicales tradicionales. Simultáneamente, en octubre de 1943, el general Edelmiro Farrell fue designado vicepresidente de la República, reteniendo también el Ministerio de Guerra.
El 26 de enero de 1944, el escándalo suscitado por el "Caso Hellmuth" y la ruptura de relaciones diplomáticas con Alemania y Japón provocó una fractura entre los distintos sectores nacionalistas, llevando a la renuncia del Ministro Martínez Zuviría, representante del ala más derechista que manifestó públicamente su descontento. 
Creyéndose fuerte, Ramírez, enterado de que se tramaba destituirlo, decidió exigirle a Farrell su alejamiento del Ministerio de Guerra. Farrell pareció aceptar la orden, pero organizó una asamblea del GOU, la última, en la que se decidió disolver el grupo y exigirle la renuncia a Ramírez. El 24 de febrero, Ramírez «delegó el cargo» interinamente en el general Edelmiro Farrell y el 9 de marzo renunció, para retirarse de la vida pública.
Falleció en Buenos Aires el 11 de junio de 1962, siendo sepultados sus restos en el Panteón Militar del Cementerio de la Chacarita, de la ciudad de Buenos Aires.